# Minerva (akcijski program)
Minerva je centralizirana akcija programa Socrates II. Namenjena je spodbujanju in krepitvi evropskega sodelovanja na področju učenja na daljavo (ODL) ter uporabe IKT v izobraževanju. Na tem področju se še posebej izpostavljajo trije vidiki:
1. spodbujanje razumevanja o vplivih uporabe ODL in IKT med učitelji, učenci, nosilci odločanja in širšo javnostjo ter spodbujanje razumevanja kritične in odgovorne rabe IKT v izobraževalne namene;
2. zagotavljanja upoštevanja pedagoških vidikov načrtovanja IKT in večpredstavnih izobraževalnih izdelkov in storitev;
3. spodbujanja uporabe izboljšanih izobraževalnih metod, izobraževalnih virov ter izmenjava primerov dobre prakse na tem področju. 

## Tematska področja
Za lažje oblikovanje projektov so v okviru akcije Minerva možne aktivnosti razvrščene na štiri tematska področja:
- razumevanje inovacij
- načrtovanje, razvoj in preizkušanje novih metod in izobraževalnih virov
- zagotavljanje dostopnosti in podpora razširjanju izdelkov, storitev in virov
- aktivnosti za podporo izmenjavi idej in izkušenj na področju ODL in uporabe IKT v izobraževanja.

Projekti v okviru akcije Minerva lahko trajajo največ tri leta in lahko iz programa Socrates II pridobijo sofinanciranje v višini do 75 % stroškov projekta. 